# 卡尔·格雷贝
卡尔·格雷贝（德語：Carl Gräbe，1841年2月24日—1927年1月19日），德国有机化学家。

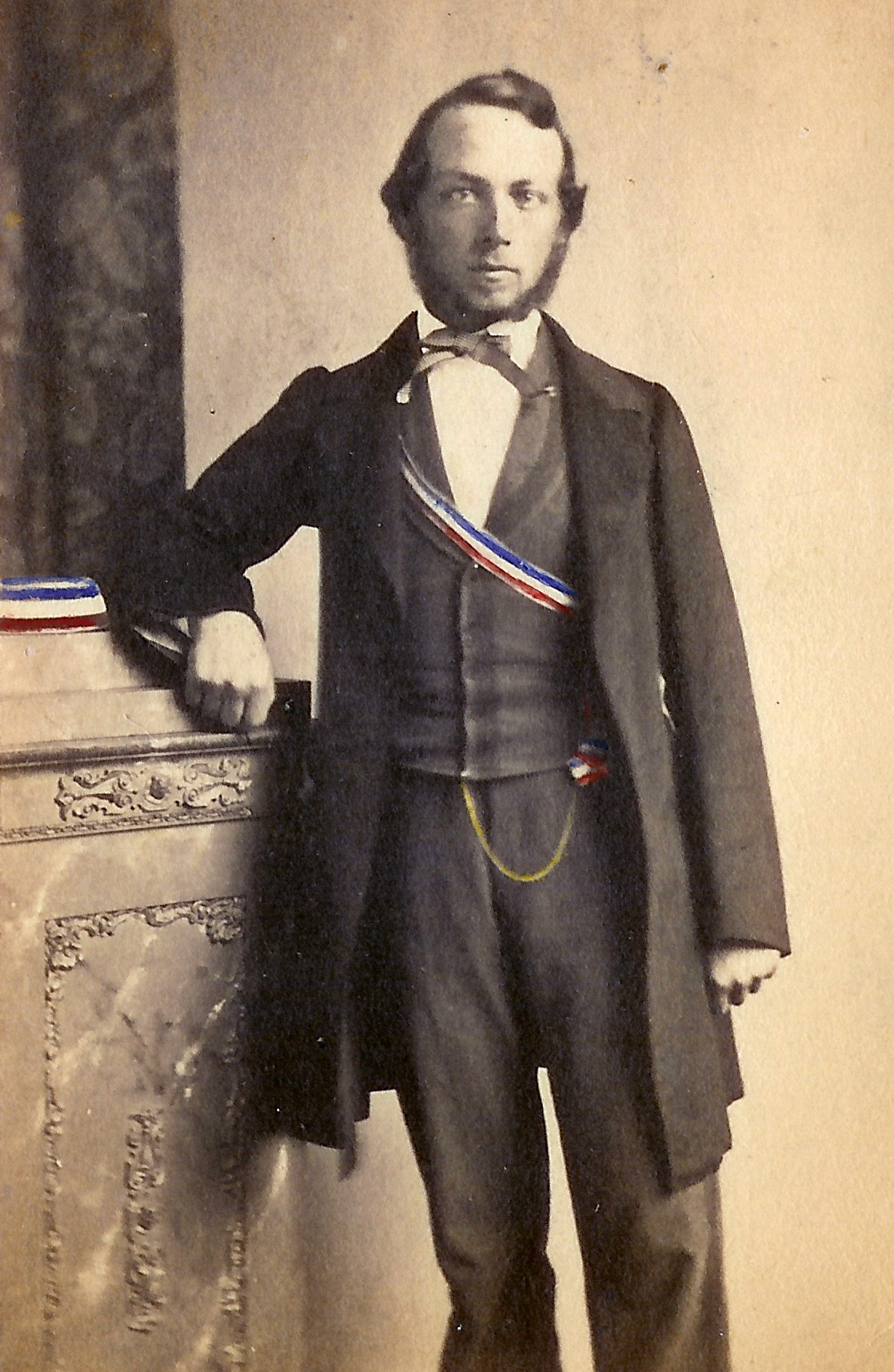
卡尔·格雷贝

1868年，他和卡尔·利伯曼以从煤焦油中提出的蒽为原料，人工合成了橙红色染料：茜素，并很快投入市场，代替了天然的茜素。这是有机化学史上第一次人工合成天然染料。
他也提出了苯环上邻（ortho-）、间（meta-）、对（para-）取代位置的命名。